# Irán–Törökország-gázvezeték
Az Irán–Törökország-gázvezeték 2577 kilométer hosszú csővezeték, amely az iráni Tabrizt köti össze a török Ankarával és iráni földgázt szállít Törökországnak.

## Története
Építése 1996-ban kezdődött, miután a két ország augusztus 30-án kormányközi megállapodást írt alá. A csővezeték 2001. július 26-án kezdte meg a szállításokat.
A szállítások több alkalommal is leálltak, mert felrobbantották a vezetéket.
2008. január 1-jén Irán csökkentette, majd január 7-én három hétre le is állította a szállításokat, miután a hideg idő miatt felszökött a török fogyasztás. Februárban a rossz időjárás miatt ismét leállítottak a szállítást.

## Technikai leírása
A török BOTAŞ olajcég üzemeltette török szakasz megépítése 600 millió dollárba került. Törökország napi átlagban 30 millió köbméter iráni gázt importál.
A Dél-kaukázusi gázvezeték Erzurumban összekapcsolódik az Irán–Törökország-gázvezetékkel. E két vezetéken keresztül érkezhet gáz a majdani Nabucco vezetékbe, amely Európába szállítana földgázt.

## Fordítás
- Ez a szócikk részben vagy egészben  az   Iran-Turkey pipeline című angol Wikipédia-szócikk ezen változatának fordításán alapul.  Az eredeti cikk szerkesztőit annak laptörténete sorolja fel. Ez a jelzés csupán a megfogalmazás eredetét és a szerzői jogokat jelzi, nem szolgál a cikkben szereplő információk forrásmegjelöléseként.